# تامی دوچرتی
 تامی دوچرتی  (به انگلیسی: Tommy Docherty) (زاده ۲۴ آوریل ۱۹۲۸ - گلاسکو – درگذشته ۳۱ دسامبر ۲۰۲۰) بازیکن و مربی فوتبال سابق تیم ملی فوتبال اسکاتلند و باشگاه فوتبال چلسی بود. وی ۲۵ بازی و یک گل ملی در کارنامه دارد.